# Кіферіда
Кіферіда (*Cytheris, I ст. до н. е. ) — мімічна акторка, гетера часів падіння Римської республіки та початку Римської імперії. Інші імена Волумнія та Лікорида.

## Життєпис
За походженням була грекинею. Спочатку була рабинею, потім вільновідпущеницею та коханкою Публія Волумнія Євтрапела — звідси її ім'я Волумнія. Виступала в театрі під ім'ям Кіферіда. Згодом Публій Волумній подарував Кіферіду своєму другу Марку Антонію, коханцем якого вона стала.
У 49 році до н. е. разом з Антонієм вона об'їхала усю Італію. В подальшому на час відсутності Антонія Кіферида стає коханкою Марка Юнія Брута. Її відомість сягнула меж Італії.
У 20-х роках до н. е., після перемоги Октавіана Августа, Кіферіда стає коханкою поета та політика Гая Корнелія Галла. Останній присвятив акторці низку елегій, вивівши її у віршах під ім'я Лікориди.